# スーパーゲームボーイ
スーパーゲームボーイ（Super GAME BOY）は、スーパーファミコンでゲームボーイのソフトを遊ぶことができるようにするための周辺機器である。1994年6月14日に任天堂が発売。希望小売価格は6,800円。
当記事では、当装置の機能を改善したスーパーゲームボーイ2についても説明する。

## 概要
スーパーゲームボーイにはゲームボーイ用ソフトの差し込み口がある。この差し込み口にゲームボーイのソフトを差し込した状態でスーパーゲームボーイをスーパーファミコンのソフト差込口に差し込むと、スーパーファミコンを接続したテレビ画面上でゲームボーイのゲームを楽しむことができる。2つの差し込み作業をした上でスーパーファミコンの電源を入れると、テレビ画面にゲームボーイ・ソフトの起動画面が表示され、操作はスーパーファミコンのコントローラーで行いゲームをプレイすることができる。また単にテレビ画面上でゲームボーイソフトが遊べるようになるだけではなく、いくつかの付加機能を備えている。
開発に至った経緯と発表
ゲームボーイ本体に使用されていた液晶画面はモノクロ表示の上に強い残像が発生するため視認性が悪く、さらにユーザーからはゲームギアのような液晶画面のカラー化が望まれていた。任天堂は価格と携帯性の両立という理由から液晶画面のカラー化は時期尚早と判断したが、代わりにスーパーファミコンを利用しゲーム画面をテレビに表示させられる周辺機器を開発・発売することで、上記の至らない点を解決する選択肢もユーザに提供しておくことにした。それがこの装置である。
1994年3月14日に日米同時発売することが発表された。
注意点
当装置はゲームボーイカラー（1998年10月発売）がまだ無かった段階で開発されたため、カラー専用ソフトは一切想定しておらず、カラー専用ソフトの起動はできない。また、カラー対応ソフトを使用した場合もゲームボーイカラー時の配色ではなく、スーパーゲームボーイの機能による擬似カラー割り当てでの動作のみとなっている。

### 付加機能
カラー化
ゲームボーイは白黒4階調で表示されるが、本機では4階調をそれぞれ任意の色に置き換えてテレビ画面上に映すことができる。
対応ソフトでは最大13色までのカラー表示が可能である。
本機対応ソフトをゲームボーイカラー以降の本体で使用しても本機使用時の色では表示されない。
音質向上
『ドンキーコング』など、一部タイトルでは、ゲームボーイで動作させたときよりも音質が向上したり追加音声が出るものがある。
2人同時プレイ
ゲームボーイでも本体とソフトを2つずつと通信ケーブルを用意すれば、2人同時に遊ぶことはできるが、当装置対応ソフトでは、他のゲームボーイ本体との接続を必要とせずに、当装置とスーパーファミコン、対応ソフト1本を揃えるだけで2人同時プレイが可能となる。
この機能は各プレイヤーごとに別の画面を用意する必要のない対戦型格闘ゲームやパズルゲームの一部で採用されている。

### メニュー画面

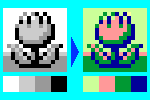
マイカラーではこのようにモノクロ4階調それぞれに任意の色を付けて表示させることが可能

LボタンとRボタンを同時押しすると画面下に「システムウインドウ」と呼ばれるメニュー画面が現れ、この中のアイコンを選択することで色や枠、操作方法の設定ができる。このウインドウはスーパーファミコンマウスでも操作可能である。
マイカラー
ゲームボーイで使用されているモノクロ4階調に好みの色を割り振り、ゲーム画面のカラー化を行う。配色の保存はできないが、画面上に表示される12桁のパスワードを記録し再入力することで同一の配色を再現できる。説明書にはこのパスワードを記入するためのページが用意された。なお、複数の階調に同じ色を割り振ることも可能である。
カラーパターン
あらかじめ用意された32種類のカラーパターンと「マイカラー」で作成したカラーパターンから任意の配色を選択できる。スーパーゲームボーイ対応ソフト使用時にはゲーム側で用意されたカラーパターンで表示されるが、一部の例外を除いて変更が可能。スーパーゲームボーイ非対応ソフトでも任天堂発売のソフトであれば特定のカラーパターンが自動選択されて表示される。
ピクチャーフレーム
実際のゲーム画面とテレビ画面のサイズの違いからゲーム画面の周囲に空きができるが、この部分にスーパーゲームボーイの側でいくつかの模様の中から1つを選んで付けることができる枠のこと。
あらかじめ用意されている9種類のピクチャーフレームから任意のフレームを選択できる。スーパーゲームボーイ対応ソフト使用時にはゲーム側で用意されたピクチャーフレームが表示される。
なお、特定のフレームを選択してシステムウインドウを閉じ、ボタンに一切触らず（ゲームもプレイしないで）しばらく放置するか、またはシステムウインドウを閉じた直後に、1P側のコントローラで「L L L L R」と入力することで、フレームのアニメーションを見ることができる。特定のフレームではマリオ達が出現する。
ボタン設定
スーパーファミコンのBボタンにゲームボーイのA、Bボタンのどちらを割り当てるかを選択する。なお、どちらのタイプでも、Yボタンは常にBボタン、Aボタンは常にAボタンとして扱われる。このボタン選択はスーパーファミコン用ソフト『スーパーマリオコレクション』のものに近い。
|            | タイプA    | タイプB    |
| ---------- | ---------- | ---------- |
| 十字ボタン | 十字ボタン | 十字ボタン |
| A          | B          | A          |
| B          | Y          | B          |
| START      | START      | START      |
| SELECT     | SELECT     | SELECT     |
| POWER      | -          | B          |

タイプA
スーパーファミコンのBボタンにゲームボーイのAボタンを割り当てる。この設定では、基本的にYボタンをB、BボタンをAとして使用することがほとんど。
タイプB
スーパーファミコンのBボタンにゲームボーイのBボタンを割り当てる。よって、そのままBボタンをB、AボタンをAとして使用できる。
電源投入時はタイプB（B→Bボタン）に割り当てられている。
らくがき
専用のピクチャーフレームに落書きをすることができる。ピクチャーフレームの部分だけでなくゲーム画面の上へ重ねて落書きをするよう設定することも可能である。ただし絵の保存はできない。
スタッフロール
「R R R L L L R R R R R R R」と入力することでスタッフロールを見ることができる。スーパーゲームボーイとスーパーゲームボーイ2ではBGMが異なる。
この他、ゲームの実行速度を変更してプレイする隠しモードが存在する。ただし、切り替えるためにはホリ電機のスーパーゲームボーイ専用コントローラ「SGBコマンダー」が必要である。
またごく一部にはカラーパターンまたはピクチャーフレームのどちらか一方が用意されていないソフトや、メニュー画面のうちボタン設定以外のアイコンが利用できずにソフト固有のカラーパターンとピクチャーフレームの使用を強制されるソフトが存在する。

## 対応ソフト
日本国内におけるローンチタイトルは『ドンキーコング』と『テトリスフラッシュ』である。
単体で画面のカラー化を実現したゲームボーイカラーは1998年10月21日に発売されたが、それ以降に発売されたゲームソフト481タイトルのうち、本機に対応しているソフトは169タイトルで、この内ゲームボーイ&カラー共通ではないソフトは7タイトル、一方で本機に対応していないゲームボーイ&カラー共通ソフトは50タイトルである。このことから、ゲームボーイカラー発売以降もゲームボーイ&カラー共通ソフトの多くは、色数ではゲームボーイカラーに劣るが画面の大きさは勝る本機にも対応していた。
最終的に本機対応ソフトは1994年から2002年にかけて374タイトルが発売された。最後に発売された対応ソフトは2002年6月28日発売の『From TV animation ONE PIECE 幻のグランドライン冒険記!』である。

### ゲームボーイシリーズ各本体での動作
以下は本機対応ソフトをゲームボーイシリーズ各本体で使用した際の動作を示した表である。ゲームボーイカラー以降の本体で使用する際は本機への対応は無視され、ゲームボーイカラーに対応しているか否かで動作は決定される。
| 使用する本体                                                                              | スーパーゲームボーイ対応ソフト | スーパーゲームボーイ対応ソフト |
| 使用する本体                                                                              | ゲームボーイ専用ソフト （ゲームボーイカラー未対応） | ゲームボーイ&カラー共通ソフト （ゲームボーイカラー対応） |
| ----------------------------------------------------------------------------------------- | --- | --- |
| ゲームボーイ ゲームボーイブロス ゲームボーイポケット ゲームボーイライト                   | ゲームボーイ専用ソフトとして認識される。 モノクロ4階調表示。                                                                                                 | ゲームボーイ専用ソフトとして認識される。 モノクロ4階調表示。                                                                                                 |
| スーパーゲームボーイ スーパーゲームボーイ2                                                | スーパーゲームボーイ対応ソフトとして認識される。 ソフトの指示による最高13色表示。 ピクチャーフレームの表示など、スーパーゲームボーイの固有機能が追加される。 | スーパーゲームボーイ対応ソフトとして認識される。 ソフトの指示による最高13色表示。 ピクチャーフレームの表示など、スーパーゲームボーイの固有機能が追加される。 |
| ゲームボーイカラー ゲームボーイアドバンス ゲームボーイアドバンスSP ゲームボーイプレーヤー | ゲームボーイ専用ソフトとして認識される。 本体の機能による4 - 10色表示。                                                                                      | ゲームボーイ&カラー共通ソフトとして認識される。 ソフトの指示による最高56色表示。                                                                             |

## CM
2種類存在する。1つは任天堂ゲームのキャラクターたちがゲームボーイとスーパーファミコンに装着されたスーパーゲームボーイに架かった虹を渡ってくるというもの。ナレーターは「テレビの大画面で好きな色が色々付けられる」「ゲームボーイソフトとスーパーファミコンの夢の懸け橋」などとアピールする。もう1つは博士に扮したマリオと助手のドンキーコングがスーパーゲームボーイを発明するというもの。マリオが「これまでのソフトも全部色付きで遊べる」とアピールする。

## SGBコマンダー
スーパーゲームボーイの開発にはホリ電機（現・HORI）が関わっており、スーパーゲームボーイに対応したスーパーファミコン用コントローラとして同社から「SGBコマンダー」も発売された。
初代ゲームボーイの下半分を模したデザインおよびカラーリングとなっており、長方形型の白いコントローラの右下にはゲームボーイと同じ5本の斜めの溝がある。コントローラの中央には「SGB」モードと「SFC」モードのスライドスイッチが付いており、SGBモードに設定してスーパーゲームボーイを使用した場合は、このコントローラ独自の機能を使うことができる。SFCモードに設定すれば通常のスーパーファミコン用コントローラとしても使用できる。
スーパーファミコンの標準コントローラとは異なり、側面にL・Rボタンは配置されておらず、右側にはゲームボーイと同様の赤いA・Bボタンの上部に4つの白い特殊ボタン（WINDOW-R、COLOR-X、SPEED-Y、MUTE-L）が右上から左下に向かって配置されている。これらの特殊ボタンは、SGBモードでは特殊機能の発動ボタン、SFCモードでは通常のボタンとして機能する。なお、SGBモードで使用する場合は、スーパーゲームボーイのボタン配置設定を「タイプB」にしなければBボタンが使用できなくなる。また、スーパーファミコン専用ソフトはSGBモードのままでプレイすると誤動作を起こす可能性がある。
WINDOW-R
SGBモードではシステムウインドウの開閉を行うボタン。標準コントローラではL・Rボタン同時押しの操作に相当する。
SFCモードではRボタンとして使用する。標準コントローラとは位置が異なり、COLOR-Xボタンの右上、Aボタンの真上に存在する。
COLOR-X
SGBモードでは標準カラーとマイカラーの切り替えを行うボタン。標準コントローラではXボタンの操作に相当する。
SFCモードではそのままXボタンとして使用する。
SPEED-Y
SGBモードではゲームスピードの切り替えを行うボタン。SGBコマンダー独自の機能であり、標準コントローラではこの機能を使うことができない。また、2プレイヤー側にSGBコマンダーを接続した場合はこの機能を使えない。ボタンの位置的にはYボタンに当たるが、SGBモードではゲームボーイのBボタンとしては機能しない。
ボタンを押すたびに、「NORMAL（標準速度）→SUPER SLOW（速度を約55%に落とす）→SLOW（速度を約70%に落とす）→NORMAL」の順で3段階に変わっていく。変速中はBGMの音程も併せて変更される。電源投入時はNORMALスピード。
また、十字キーの上を押しながら電源を投入するかコントローラを本体に差し直すとスピードが4段階となり、「NORMAL→DASH（速度を約125%に上げる）→SUPER SLOW→SLOW→NORMAL」となる。ただし、DASHモードのスピードアップ中は画面にノイズが走るため、通常時は発動できない隠しモード扱いとされている。
SFCモードではそのままYボタンとして使用する。
MUTE-L
SGBモードでは音声のON/OFFを切り替えるボタン。SGBコマンダー独自の機能であり、標準コントローラではこの機能を使うことができない。また、2プレイヤー側にSGBコマンダーを接続した場合はこの機能を使えない。
ボタンを押すたびに、音声あり・無音が交互に変わる。
SFCモードではLボタンとして使用する。標準コントローラとは位置が異なり、SPEED-YボタンとBボタンの左下に存在する。

## スーパーゲームボーイ2

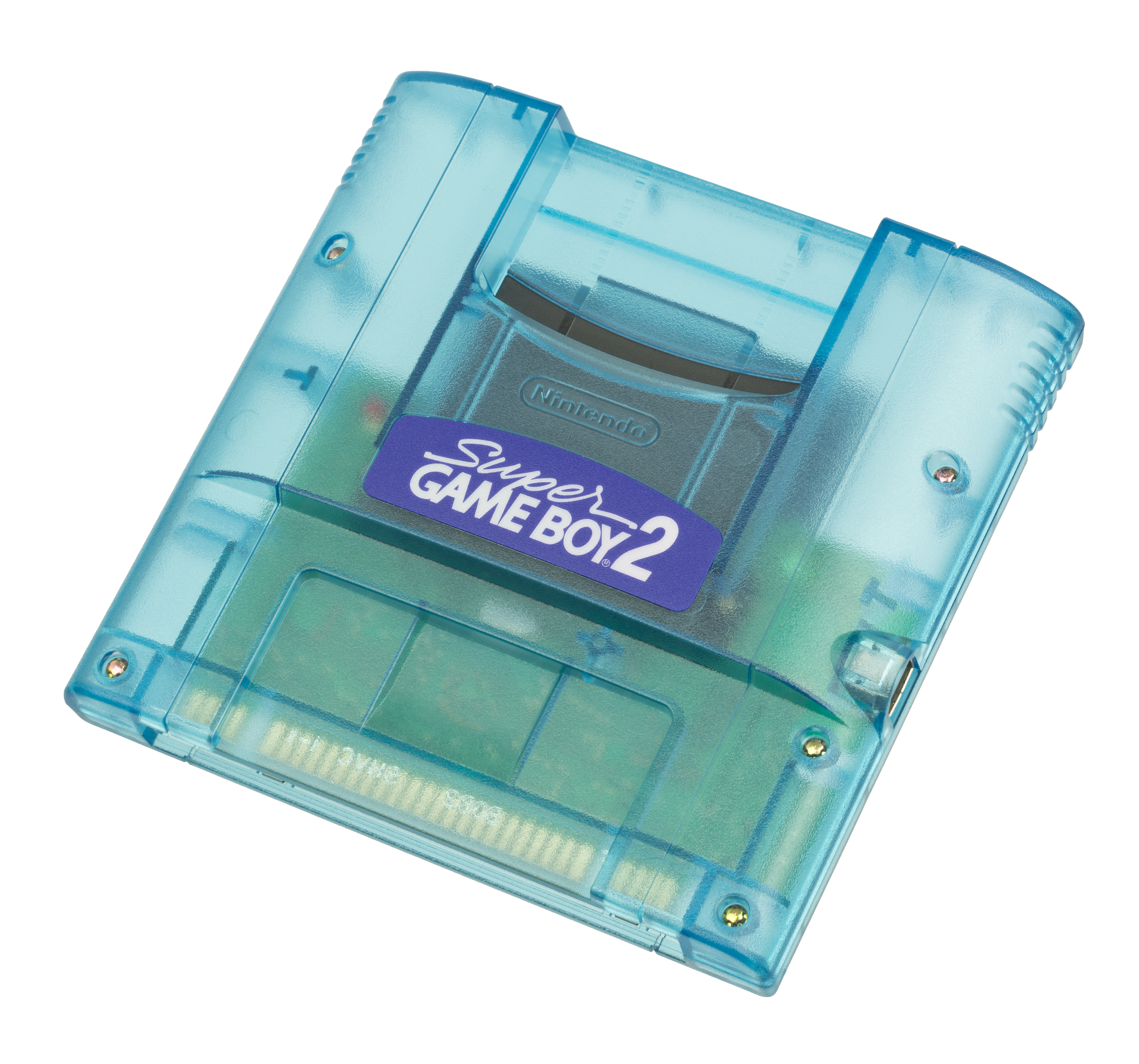
スーパーゲームボーイ2

1998年1月30日には、スーパーゲームボーイには付いていなかった通信端子を搭載し、初代で起こっていた本来より動作速度が速い症状（詳細は後述）が改善された「スーパーゲームボーイ2」（Super GAME BOY 2）が発売された。希望小売価格は5,800円。発売は日本のみ。
コネクタのサイズはゲームボーイポケットと同じ物であり、完全にゲームボーイポケットと同一環境である。
なお、スーパーゲームボーイ2のほうは2003年に発売されたゲームキューブの周辺機器であるゲームボーイプレーヤーとゲームボーイポケット用ケーブルで通信をすることができ、スーパーファミコンとゲームキューブが繋がる唯一の手段でもある。
ただしゲームボーイカラー発売前のハードであったため、1994年に発売したスーパーゲームボーイと同様にカラー専用ソフトには対応しておらず、起動はできない。また、カラー対応ソフトを使用した場合もゲームボーイカラー時の配色ではなく、スーパーゲームボーイの機能による擬似カラー割り当てでの動作のみとなっている。
本機では本体内蔵のピクチャーフレームが一新されたが、全体が黒いフレームを選び特定のコマンドを使用することで旧ピクチャーフレームも使用できる。

## 海外版
共通事項としてゲームボーイ側にはリージョンプロテクトはなく全世界で出荷されたゲームボーイソフト・ゲームボーイ&カラー共通ソフトが使用できる。スーパーファミコン/SNES/スーパーコンボイ（韓国版SNES）側は同機種用ソフトと同じリージョンプロテクトが掛かっている。日本国外ではスーパーゲームボーイ2は発売されなかった。 

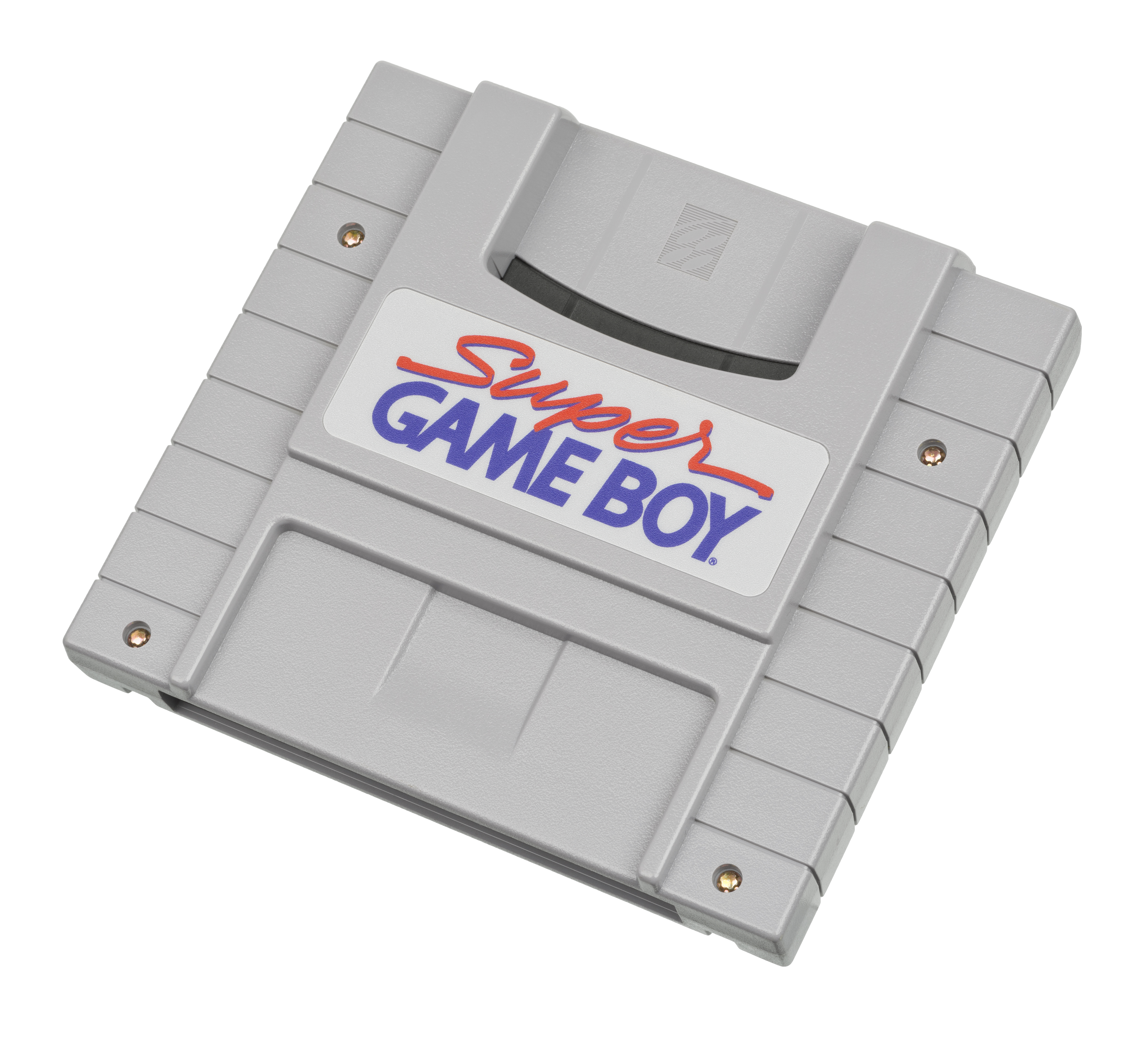
北米版スーパーゲームボーイ

北米版（SNS-027）
アメリカ合衆国、カナダ、メキシコで発売された北米向けSNES（SNS-001/SNS-101）用スーパーゲームボーイである。北米のアナログテレビのカラー方式は東アジアの日本、韓国、台湾と同じNTSC方式を採用しており、この2地域間のソフトウェアの流通を制限するためにスーパーファミコン/SNES側に物理的なリージョンプロテクトを設けた関係から本製品の外見も角張った形状となった。日本（台湾・香港）版スーパーファミコンや韓国版スーパーコンボイ（韓国版SNES）、PAL版SNESには物理的に挿入できない。なお内部仕様は日本版スーパーゲームボーイや韓国版スーパーミニコンボイと同じである。
PAL版（SNSP-027）
アナログテレビのカラー方式にPAL方式を採用する欧州（西ヨーロッパ圏）、オセアニア（オーストラリア、ニュージーランド）、香港で発売されたPAL版SNES（SNSP-001）用スーパーゲームボーイである。外見はロゴ及び裏面の注意書きを除いて日本版スーパーゲームボーイや韓国版スーパーミニコンボイと同一であるが、CICチップによるエリアプロテクトの関係から、日本（台湾・香港）版スーパーファミコン、韓国版スーパーコンボイ（韓国版SNES）、北米版SNESでは起動できず、また北米版SNESには物理的に挿入できない。
スーパーミニコンボイ（슈퍼 미니 컴보이/Super Mini COMBOY）（韓国版スーパーゲームボーイ、SHVC-027（KOR））
韓国で発売されたスーパーコンボイ（슈퍼 컴보이/Super COMBOY/韓国版SNES）（HGM-3000/SNSN-001）用スーパーゲームボーイである。スーパーファミコン（日本版、台湾版、香港版）と韓国版スーパーコンボイの機種間はRFスイッチとACアダプターを除いて互換性があり、本製品の外見及び内部仕様もロゴと裏面の注意書きを除いて日本版スーパーゲームボーイと同一である。発売元は発売当時は韓国において任天堂商品のライセンス販売を行っていた現代電子産業（当時）である。

## 制限事項
スーパーゲームボーイおよびスーパーゲームボーイ2にはいくつかの制限事項および不具合が存在する。
共通項
『ポケモンピンボール』などの振動カートリッジソフトを使用してもカートリッジは振動しない。
ピクセルが正方形であるゲームボーイと異なりスーパーファミコンのテレビ上のピクセルは横長であり、テレビ側にサイズ調整機能が無い限り画面が横長に伸びてしまう。スーパーファミコンの一部タイトルのようにこのピクセル形状が考慮されてグラフィックが描かれたタイトルはないと思われる。
スーパーゲームボーイ
通信コネクタが用意されておらず、通信ケーブルを利用した通信対戦機能は一切利用できない。この他通信コネクタに接続する周辺機器も利用できない。
実際のゲームボーイと動作速度が異なり約2.4%速く、それに伴い音程も高くなってしまう。
スーパーゲームボーイ2
スーパーゲームボーイ対応ソフトを使用した際、各機器を正常に接続しているにもかかわらず通信機能が利用できない場合がある。このような症状が発生するソフトではスーパーゲームボーイでの動作時に一切の通信機能が利用できないようプログラムが組まれている。症状を回避するには十字キーの左とLボタンを押しながらスーパーファミコンの電源を入れ、ゲームボーイとして動作させる必要がある。

## その他
一般発売はされていないが、類似するものとして、ゲームボーイ発売当初から店頭用に、ゲーム画面をモニターにディスプレイする初代ゲームボーイの形をした装置が使用されていた。モニターにゲームボーイソフトのデモを流せるようになっており、試遊はできないもののゲームボーイの画面を意識した緑色の表示を行っていた。
またスーパーゲームボーイ2発売以前にも、64マリオスタジアム等で行われたポケモンの大会では通信機能を備えた特別仕様のスーパーゲームボーイが使用されていた（後に『ポケモンスタジアム』に移行）。ローソンでかつて実施されていたロッピーのゲーム書き換えシステム用のグレー仕様のものがある。GBメモリカートリッジへの書き込みにも使われるため、市販のSGBとは仕様が異なるとみられる。
かつてNINTENDO 64専用の「スーパーゲームボーイ3」の開発が行われていた。展示会にて発表と展示がおこなわれたものの、のちに発売中止となった。機能としてはゲームボーイカラー対応・専用ソフトにも対応する予定であったとされる。